# Осколец (приток Оскола)
Осколе́ц (Старый Осколец) — река в Белгородской области России, правый приток Оскола. Протекает по территории Губкинского района, Старооскольского района и города Старый Оскол.

## География и гидрология
Длина реки составляет 45 км, площадь водосборного бассейна — 540 км².
Осколец является правобережным притоком Оскола, впадая в него в 400 км от его устья, на высоте 122 м над уровнем моря.
Исток реки в районе сёл Петровки и Осколец Губкинского района.
От истока к устью река протекает рядом с населёнными пунктами — Петровки, Осколец, Меловой Брод, Кандаурово, город Губкин, Зареченка, Салтыково, Йотовка, Нотовка, Стретенка, Лукьяновка, Николаевка, Песчанка, Новоселовка, Ездоцкий, Стойло, Соковое и город Старый Оскол.

## Данные водного реестра
По данным государственного водного реестра России относится к Донскому бассейновому округу, водохозяйственный участок реки — Оскол ниже Старооскольского гидроузла до границы РФ с Украиной, речной подбассейн реки — Северский Донец (российская часть бассейна). Речной бассейн реки — Дон (российская часть бассейна).
Код объекта в государственном водном реестре — 05010400312107000011790.